# BMW・Z4 GTE
BMW・Z4 GTEは、アメリカン・ル・マン・シリーズ（ALMS）、ユナイテッド・スポーツカー選手権（IMSA）、ヨーロピアン・ル・マン・シリーズ（ELMS）などの競技に参戦していたBMWのレーシングカーである。
2013年から2015年まで活躍し、2016年には後継のM6・GTLMにバトンタッチした。

## 開発
2012年後半、BMWモータースポーツは、M3 GT/GT2の後継車両として、ALMSおよびすべてのGTEクラスシリーズ用のLMGTE仕様のレースカーの開発に着手した。成功を収めたZ4・GT3のプラットフォームを採用し、Z4 GTEを開発した。

## 競技歴
Z4 GTEは、2013年から2015年にかけて、以下のシリーズで活躍した。
- アメリカン・ル・マン・シリーズ（ALMS）: 2013年シーズンに参戦し、BMWチームRLLがドライバーズおよびチームチャンピオンシップで優勝した。
- ユナイテッド・スポーツカー選手権（IMSA）: 2014年から2015年にかけて参戦し、BMWチームRLLが複数のレースで表彰台に上がった。
- ヨーロピアン・ル・マン・シリーズ（ELMS）: 2015年シーズンに参戦し、BMWスポーツトロフィー・マークVDSが複数のレースで好成績を収めた。

## 主な成績
- 2013年: ALMSでBMWチームRLLがドライバーズおよびチームチャンピオンシップで優勝。
- 2014年: IMSAでBMWチームRLLが複数のレースで表彰台に上がる。
- 2015年: ELMSでBMWスポーツトロフィー・マークVDSが複数のレースで好成績を収める。